# Stazione di Tre Croci
La stazione di Tre Croci è una fermata ferroviaria a servizio del comune di Vetralla sita nell'omonima frazione. La fermata è ubicata lungo la ferrovia Roma - Capranica - Viterbo ed è servita dalla linea regionale FL3. La stazione serve anche l'abitato di Tobia.

## Storia
La fermata venne attivata prima del 1916.

## Strutture e impianti
È dotata di un binario passante destinate al servizio viaggiatori.

## Movimento
Nella fermata, in considerazione della scarsa frequentazione e della sua prossimità alla stazione di Vetralla, fermano pochissimi treni concentrati nelle ore di punta sia nella direzione per Roma sia in quella per Viterbo. In passato era servita da tutti i treni in servizio tra Roma e Viterbo.